# Frank Reynolds
Frank Reynolds   (Wellington, 21 d'agost de 1917 - Monmouth, 20 de març de 2001) va ser un jugador d'hoquei sobre herba britànic que va competir durant les dècades de 1940 i 1950.
El 1948 va prendre part en els Jocs Olímpics de Londres, on va guanyar la medalla de plata com a membre de l'equip britànic en la competició d'hoquei sobre herba.
El 1960 va dirigir la selecció britànica als Jocs de Roma.